# Gallicchio
Gallicchio est une commune italienne de moins de 1 000 habitants, située dans la province de Potenza, dans la région Basilicate, en Italie méridionale.

## Administration
| Période                                  | Période | Identité | Étiquette | Qualité |
| ---------------------------------------- | ------- | -------- | --------- | ------- |
|                                          |         |          |           |         |
| Les données manquantes sont à compléter. |         |          |           |         |

### Communes limitrophes
Armento, Guardia Perticara, Missanello, Roccanova, San Chirico Raparo, San Martino d'Agri

## Personnalités
- Carlo Curti (1859-1926), également connu sous le nom de Carlos Curti, musicien, compositeur et chef d'orchestre italien, y est né.